# Вакуловский сельский совет
Вакуловский сельский совет (укр. Вакулівська сільська рада, до 2016 года — Жовтневый сельский совет, укр. Жовтнева сільська рада) — бывший орган сельского самоуправления Вакуловской сельской общины Криворожского района Днепропетровской области Украины. До объединения общин в 2015 году также была отдельной территориально-административной единицей.
Административный центр сельского совета находился в с. Вакулово.

## Населённые пункты совета
- с. Вакулово
- с. Калашники
- с. Ленина
- с. Марьевка
- с. Павловка
- с. Петропавловка
- с. Садовое
- с. Украинка
- с. Авдотьевка

## Ликвидированные населённые пункты совета
- с. Поддубное

## Председатели сельсовета
- 26.03.2006-13.10.2010 — Левченко, Виктор Михайлович (род. 1952)
- 31.10.2010-25.10.2015 — Губаренко, Виктор Алексеевич (род.1957), член Партии регионов